# Carl Friedrich Schmidt
Pour les articles homonymes, voir Schmidt, Schmitt et Carl Schmitt.
Carl (ou Karl) Friedrich Schmidt est un botaniste prussien né en 1811 et mort en 1890.
Il était spécialisé dans les spermatophytes.